# Rayyithunge Muthagaddim
Rayyithunge Muthagaddim (Folkets Fremskridtsparti) er det første politiske parti på Maldiverne.

## Rayyitunge Muthagaddim (RMP)
- Medlemmer den 1. januar 1953: 1871 kvinder og 2870 mænd

Partipræsident:
- Mohamed Amin Didi

Chief Vice President:
- Ibrahim Muhammad Didi

Second Vice President:
- Mr. Ahmed Hilmy Didi

Honourary Vice Presidents:
- Annabeela Aminath Hussain
- Annabeela Zubeida Mohamed Didi (the Party President’s junior wife)
- Mr Ahmed Kamil Didi
- Sheikh Malin Moosa Maafahaiy Kaleyfan
- Mr Adam Naseer Maniku

Party Secretaries:
- Annabeel Hassan Ali Didi
- Mr Ibrahim Shihab

Treasurer:
- Mr Kudadhaharaagey Ibrahim Didi

Publicity Secretary:
- Mr N.T. Hassan Didi

 Consultative Committee:
- Annabeela Fathmath Ibrahim Didi
- Annabeela Fathmath Saeed (Party President’s senior wife)
- Miss Aminath Faiza
- Annabeel Abdul Wahhab
- Mr Adam Naseer Maniku
- Mr Ahmed Hilmy Didi
- Mr Bandhu Mohamed Kaleyfan
- Mr Bucha Hassan Kaleyfan
- Mr Kerafa Mohamed Kaleyfan
- Mr Kateeb Don Kaleyfan
- Mr Maarandu Mudin Kaleyfan
- Mr Feeali Kateeb Kaleyfan
- Mr Havaru-Thinadu Abdulla Kateeb Manikfan
- Mr Bilal Tuttu Maniku
- Mr Maizan Mohamed Maniku
- Mr Tutteedi Don Maniku